# Баграт II Регвені
Баграт II Регвені (Простокуватий) (*ბაგრატ რეგუენი, 937  —994) — цар Картлі у 958—994 роках.

## Життєпис
Походив з династії Багратіоні. Старший син куропалата Сумбата I. Народився у 937 році. після смерті батька у 958 році перебрав владу над Тао-Кларджеті. Того ж року оголосив себе царем. Втім вимушений був розділити владу з стриєчним братом Адарнасе III, який отримав титул куропалата та пануванням над Нижнім Тао. Разом з тим значний вплив здобув еріставі Давид.
Баграт II намагався об'єднати усіх грузинських володарів у боротьбі проти Равадидів. Водночас таємно боровся проти своїх фактичних співволодарів, намагаючись їх приборкати. Слабкість царя призвела до політичної активної його сина Гургена, який 978 році став царем як Гурген I. Але, щоб не допустити нової боротьби за трон Баграт II вирішив, що йому бути спадкувати над усією Тао-Кларджеті і Картлі еріставі Давид, а тому Гурген I.
До кінця свого правління, що настало 994 року, зумів примирити усіх суперників та приборкати бунтівних феодалів. В цьому йому допомогли родичі. Після смерті Баграта II йому спадкував еріставі Тао Давид III Великий

## Родина
- Гурген I, цар у 1001—1008 роках
- Сумбат (пом. 992)